# Ruszowice (powiat kłodzki)
Ruszowice (niem. Rauschwitz) – wieś w Polsce położona w województwie dolnośląskim, w powiecie kłodzkim, w gminie Kłodzko.

## Powierzchnia
Powierzchnia wsi wynosi w granicach administracyjnych 373 ha, z czego 348 ha użytkowanych jest na potrzeby rolnictwa, a 3 ha zajmują lasy.

## Geografia
Niewielka wieś położona w Kotlinie Kłodzkiej u południowo-wschodniego krańca Wzgórz Ścinawskich. Graniczy na zachodzie z Kamieńcem i Suszyną, na północy z Gorzuchowem, na wschodzie z Piszkowicami i Korytowem, a na południu z Roszycami.
Ruszowice są położone przy lokalnej szosie z Bierkowic do Chocieszowa, z którą łączy się szosa z Kłodzka przez Korytów.
Leży na wysokości 345–360 m n.p.m., na płaskim terenie, który jest nieznacznie sfałdowany dolinami potoków, w bezleśnej okolicy na bardzo dobrych glebach, wykształconych na osadach plejstoceńskich. Obszar ten w okresie zlodowacenia pokryte były przez lodowiec.

## Zajęcia mieszkańców
Ruszowice są wsią wyłącznie rolniczą. Według danych w 1978 r. było tu 29 gospodarstw indywidualnych, a wyłącznie z pracy w rolnictwie utrzymywało się ok. 47% ludności wsi czynnej zawodowo. 11 lat później liczba gospodarstw wzrosła do 33, a z pracy w rolnictwie utrzymywało się 55% ludności. Po okresie transformacji gospodarczej z lat 90. XX w. wzrosła rola rolnictwa, spowodowana likwidacją wielu zakładów przemysłowych i wzrostem bezrobocia. Mimo to część mieszkańców pracuje poza wsią, głównie w Kłodzku.

## Historia

### Początki wsi
Ruszowice są jedna ze starszych wsi w okolicy Kłodzka. Przypuszcza się, że powstały jeszcze w okresie przedlokacyjnym. Pierwotnie miała ona kształt ulicówki (rzadko spotykana na tym terenie). Z czasem jednak przekształciła się w wielodrożnicę. W dokumentach pojawiła się dopiero w 1347 r. jako Rauschwicz. Wchodziła wówczas w obręb posiadłości obejmującej okoliczne wsie. Jako jej właścicieli wymieniano: Otto von Glubosa i Sigfrida von Knoblauchsdorfa, ale zapis dotyczył bezpośrednio knechtów: Francze i Raczlawa z Ruszowic. W późniejszym okresie dzieje wsi związane były z dobrami, których centrum stanowiły sąsiednie Piszkowice. W 1 poł. XV w. posiadał je Hannus von Tschetterwang, który w 1420 r. wraz ze swoją rodziną przekazał część swojej posiadłości kanonikom regularnym z Kłodzka.

### W posiadaniu Haugwitzów
W 1495 r. Hannus von Haugwitz otrzymał od księcia ziębickiego i hrabiego kłodzkiego – Henryka I Starszego z Podiebradów nadanie obejmujące dobra w okolicy Kłodzka, wśród których znalazły się Ruszowice. Trzy lata później jako ich właściciel w dokumentach występował już Heinrich von Haugwitz. W posiadaniu rodu Haugwitzów wieś znajdowała się aż do jego wygaśnięcia w 1819 r. Ruszowice rozwijały się powoli, nigdy nie stając się dużą wsią, mimo korzystnych warunków naturalnych, co wynikało z położenia w gęsto zaludnionej okolicy oraz małego areału gruntów, które mogłyby pomieścić większą liczbę chłopskich gospodarstw. w końcu XV w. lub na początku XVI w. powstało tu wolne sędziostwo. Wieś należała do parafii św. Jana Chrzciciela w Piszkowicach. W 1549 r. sędziostwo posiadał niejaki Valten.

### Czasy wojen (XVI-XVIII w.)
Pomimo bliskiego położenia w stosunku do Kłodzka wieś leżała praktycznie na uboczu, co pozwoliło jej uniknąć zniszczeń wojennych jakie przetoczyły się przez Hrabstwo Kłodzkie. Nawet wojna trzydziestoletnia ominęła ją. W 1631 r. we wsi należącej nadal do parafii w Piszkowicach mieszkało 15 gospodarzy, którzy płacili podatki kościelne, a w 1653 r. ich liczba wzrosła do 22, a zatem wieś rozwijała się.

### W państwie pruskim
W XVIII w. wieś nadal należała do Haugwitzów. W 1765 r. ich majątek szacowano na 7 tys. talarów. Ruszowice zamieszkiwało 12 kmieci, 16 zagrodników i 4 chałupników, wśród nich 3 rzemieślników. W 1782 r. liczyły już 54 budynki, w tym folwark, a mieszkało 14 kmieci i 39 zagrodników (dane razem z chałupnikami), wśród nich było 8 rzemieślników. Była to wieś wyłącznie rolnicza, ponieważ rzemiosło pozostawało słabo rozwinięte.
Podobna sytuacja utrzymywała się w XIX stuleciu. Po wymarciu Haugwitzów wieś stała się własnością barona von Falkenhausena, a po jego śmierci wdowy po nim. Po reformie administracyjnej Prus znalazły się w prowincji śląskiej od 1815 r. oraz w zreorganizowanym w 1816 r. powiecie kłodzkim. W 1825 r. i 1840 r. wieś liczyła 58 budynków, istniał też nadal folwark. W 1870 r. majątek ziemski należący nadal do von Falkenhausenów obejmował tylko 152 morgi. 28 lutego 1874 r. powołano w Prusach urzędy stanu cywilnego. Gmina Ruszowice znalazła się w granicach urzędu stanu cywilnego w Piszkowicach. Położone na równinie Ruszowice nie cieszyły się zbytnim powodzeniem wśród turystów: nie posiadały atrakcji, a główne drogi je omijały.

### W granicach Polski
Po 1945 r. wieś znalazła się w granicach Polski. Ruszowice pozostały wsią rolniczą. rolnictwo rozwinęło się o czym świadczy rozbudowa i remont wielu budynków. Przez cały czas posiadały ustabilizowana sytuacje ludnościową i nie przechodziły procesu wyludniania się. W latach 1975–1998 miejscowość należała administracyjnie do województwa wałbrzyskiego.

## Zabytki
Ruszowice zachowały niezbyt czytelny pierwotny układ przestrzenny, zachowało się kilkanaście budynków mieszkalnych i sporo budynków gospodarczych, w większości z XIX w.:
- domy mieszkalne – murowane, 2-kondygnacyjne, z poddaszami, nakryte dwuspadowym dachem[5],
- Figura Ukrzyżowanie – z 1803 roku[5],
- Kolumna Maryjna – ufundowana w 1802 roku przez Mousera, zwieńczona figurą Matki Boskiej Wambierzyckiej[5].

## Osoby związane z Ruszowicami
- Josef Linner (ur. 1872 r. w Ruszowicach, zm. 1915 r. w Rosji) – miejscowy chłop, utalentowany kompozytor, twórca muzyki kościelnej i wojskowej oraz utworów koncertowych i chóralnych.